# Раковськово
Рако́вськово (болг. Раковсково) — село в Бургаській області Болгарії. Входить до складу громади Несебир.

## Населення
За даними перепису населення 2011 року у селі проживали 104 особи.
Національний склад населення села:
| Національність   | Кількість осіб | Відсоток |
| ---------------- | -------------- | -------- |
| болгари          | 73             | 82,0%    |
| цигани           | 16             | 18,0%    |
| турки            | 0              | 0%       |
| інша             | 0              | 0%       |
| не визначились   | 0              | 0%       |
| Всього відповіли | 89             |          |

Розподіл населення за віком у 2011 році:
Динаміка населення: